# Inga Fischer-Hjalmars
Inga Fischer-Hjalmars (Stoccolma, 16 gennaio 1918 – Lidingö, 17 settembre 2008) è stata una fisica, chimica e umanista svedese di fama internazionale e una pioniera della chimica quantistica. È stata una delle pioniere nell'applicazione della meccanica quantistica per risolvere problemi di chimica teorica . Fischer-Hjalmars è stata anche presidentessa del Comitato Permanente per la Libera Circolazione degli Scienziati del Consiglio Internazionale delle Unioni Scientifiche.

## Biografia
I genitori di Fischer-Hjalmars furono l'ingegnere civile Otto Fischer e Karen Beate Wulff. Conseguì una laurea in farmacia nel 1939, master in fisica, chimica e matematica nel 1944, e proseguì con la specializzazione conseguendo una laurea in meccanica nel 1949, e un'altra in chimica nel 1950. Fischer-Hjalmars si sposò con il professore di ingegneria meccanica Stig Hjalmars.
Nel 1949 iniziò a lavorare al dottorato, che ottenne nel 1952 all'Università di Stoccolma, dove divenne professoressa associata di fisica meccanica e matematica. Nel periodo 1959-63 gestì anche un laboratorio di servizio in fisica matematica presso il Royal Institute of Technology. Nel 1963, all'Università di Stoccolma, Fischer-Hjalmars divenne la prima donna professoressa di fisica teorica in Svezia, dove era conosciuta come una popolare docente. Succedette Oskar Klein nella carica e mantenne la cattedra fino al 1982. Fu membro dell'Accademia Internazionale di Scienze Quantistiche Molecolari, dell'Accademia Reale Svedese delle Scienze, dell'Accademia Reale danese di Scienze e Lettere, fellow dell'Accademia Mondiale di Arte e Scienze e presidentessa del Comitato Permanente per la Libera Circolazione degli Scienziati del Consiglio Internazionale delle Unioni Scientifiche.

## Premi
- 1990, Premio per i diritti umani degli scienziati, Accademia delle scienze di New York